# Нейвінський
Не́йвінський (рос. Нейвинский) — селище у складі Алапаєвського міського округу (Алапаєвськ) Свердловської області.
Населення — 22 особи (2010, 60 у 2002).
Національний склад населення станом на 2002 рік: росіяни — 81 %.